# Oreoloma matthioloides
Oreoloma matthioloides là một loài thực vật có hoa trong họ Cải. Loài này được (Franch.) Botsch. mô tả khoa học đầu tiên năm 1980.